# Paço da Liberdade
O Paço da Liberdade é um edifício histórico localizado no centro da cidade de Curitiba, capital do estado brasileiro do Paraná, inaugurado em 24 de fevereiro em 1916.
O prédio é tombado pelo patrimônio municipal e pela Secretária de Estado da Cultura do Governo do Paraná, além do Patrimônio Histórico Nacional (IPHAN).
Reinaugurado em 29 de março de 2009, após passar por uma minuciosa restauração custeada pelo SESC, tornou-se um centro cultural administrado pelo Sistema SESC (SESC, SENAC e Fecomércio).

## Fatos históricos
O Paço abrigou o primeiro elevador da cidade de Curitiba, que foi instalado na sua construção.

## Cronologia
Cronologia do Paço Municipal
- 1912– O Mercado Municipal, localizado na atual Praça Generoso Marques, começa a ser demolido para dar lugar à nova sede da prefeitura – o Paço da Liberdade.
- 1913 – Mercado Municipal se muda para um chalé de madeira, seguindo proposta do empresário Brasilino de Moura, no Largo do Nogueira (atual Praça 19 de Dezembro).
- 1914 – Prefeito Cândido de Abreu autoriza a construção do Paço da Liberdade.
- 6 de fevereiro de 1916 – Concluída a obra do Paço da Liberdade. Com detalhes neoclássicos e desenhos art-nouveau, a construção é em alvenaria de tijolos, com base em blocos de concreto e cantaria.
- Inaugurado em 24 de fevereiro de 1916
- 13 de novembro de 1969 – Último dia de despachos no Palácio da Liberdade, do prefeito Omar Sabbag, que encerra o ciclo de governantes municipais naquele endereço. A partir dessa data, até 1970, o velho prédio abriga o Projeto Rondon.
- 14 de novembro de 1969 – O prefeito e engenheiro sanitarista Omar Sabbag, último a ocupar o Paço da Liberdade, e que permanece no poder até 1971, inaugura a nova sede da Prefeitura Municipal de Curitiba – o Palácio 29 de Março, no Centro Cívico.
- 1970 – durante o ano iniciam-se as obras de restauro do Paço da Liberdade, a cargo da Empreiteira Irmãos Meneghelli, interrompidas em 1971.
- 1972 – reiniciam-se as obras de restauração do velho paço, com projeto dos arquitetos Cyro Lyra e Abrão Assad.
- 1974 – Prefeitura de Curitiba e Governo do Estado firmam convênio permitindo que o antigo paço abrigue o Museu Paranaense, que ali permanece até 2002.
- 17 de outubro de 1984 – O Palácio da Liberdade, já tombado pelo município, também é tombado pelo Instituto do Patrimônio Histórico e Artístico Nacional (IPHAN), sob o número 564.
- 1994 – A Prefeitura de Curitiba, em parceria com Tintas Ypiranga e a Fundação Roberto Marinho, do Rio de Janeiro, restaura as fachadas das edificações históricas no entorno das praças Generoso Marques e José Borges de Macedo. A ação faz parte do programa Cores da Cidade.
- 2002 – Museu Paranaense deixa as instalações do Paço da Liberdade, que é devolvido ao município. Fechado, acaba em precárias condições de conservação até janeiro de 2006, quando o então prefeito Beto Richa assina edital visando a revitalização do imóvel.
- Janeiro de 2006 – Prefeito Beto Richa assina o edital de licitação.
- 17 de julho de 2007 – Começam os trabalhos de restauração do Palácio da Liberdade. A reforma resulta de convênio entre a Prefeitura de Curitiba e a Federação do Comércio do Paraná (Fecomércio / SESC). A empresa Emadel Engenharia, vencedora da licitação feita pelo SESC, fez a prospecção da pintura, das madeiras, da arquitetura, da estrutura e a parte arqueológica pro parte dos restauradores. O arquiteto responsável pela obra é Humberto Fogassa. Projeto de restauração e ocupação do Paço, coordenado pelo Instituto de |pesquisa e Planejamento Urbano de Curitiba (Ippuc), respeita as características originais do edifício e privilegia o uso público do espaço.
- Dezembro de 2008 – Durante os trabalhos de restauro do Paço da Liberdade, arqueólogos descobrem um pedaço do passado recente de Curitiba sob o piso do prédio. São remanescentes arqueológicos de parte do piso e das paredes do antigo Mercado Municipal que funcionou no local até 1914.
- 29 de março de 2009 – Prefeito Beto Richa entrega à cidade o Paço da Liberdade totalmente revitalizado.